# Mil·liari d'Hostafrancs

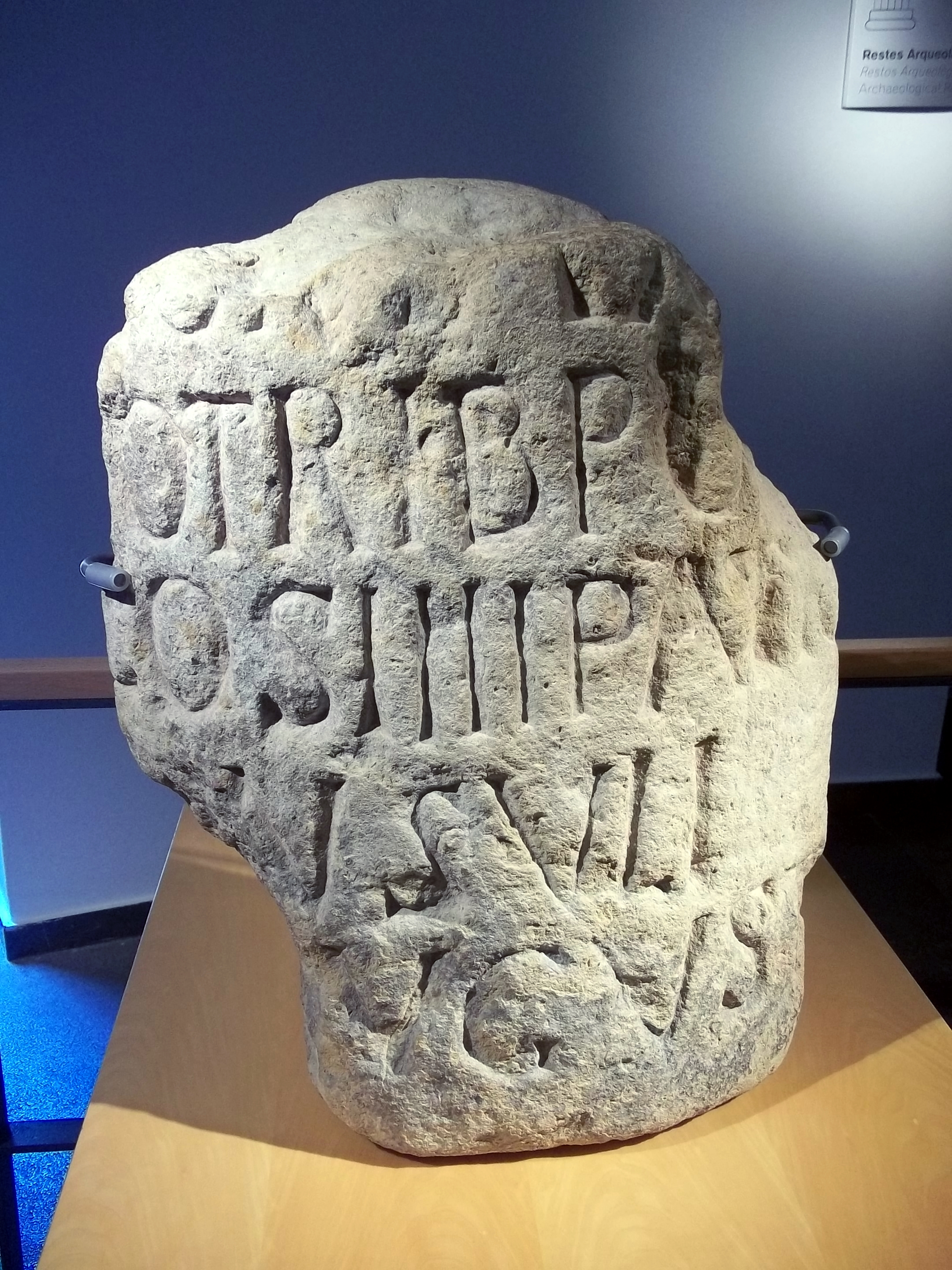
El Mil·liari d'Hostafrancs (Museu d'Història de Barcelona)

El Mil·liari d'Hostafrancs és un fragment de la part inferior d'un mil·liari cilíndric de pedra sorrenca de Montjuïc. L'alçada del fragment és de 93 centímetres i la secció té un diàmetre de 40 a 47 centímetres. Per la part posterior, el fragment apareix destruït. Té una inscripció. Pel que fa a la inscripció, està realitzada amb lletres capitals quadrades, allargades, i profundament gravades. La seva traducció és la següent: 'A Marc Aureli Antoni, piadós, feliç, august, triomfador dels parts, dels bretons i dels germànics, pontífex màxim, revestit de la XVII (a la XX) tribunícia potestat, havent rebut la II (o III) salutació imperial, cònsol per IV vegada, pare de la pàtria, procònsol, Via Augusta'. La cronologia que s'adjudica al mil·liari d'Hostafrancs, és entre els anys 213 i 217 dC., en època de l'emperador Caracal·la, i desmenteix, per tant les datacions anteriors, que havien establert la seva cronologia entorn de l'any 48 dC., en època de Claudi. Cal relacionar la ubicació del mil·liari amb el pas de la Via Augusta per aquest lloc, prop de l'antic camí tradicional que passava per la Creu Coberta i la carretera de la Bordeta.

## Història
L'any 1888, Vicent M. Triadó, rector de la parròquia d'Hostafrancs, va localitzar a l'horta adossada a l'església, o en construir-se l'església parroquial, prop de la carretera de la Creu Coberta, un fragment de mil·liari cilíndric amb inscripció. Des de llavors ha estat estudiat per diferents autors (Hubner, Fita, Carreras Candi, Mariner, etc), donant sempre transcripcions, traduccions i datacions no sempre coincidents. Actualment es conserva al Museu d'Història de la Ciutat de Barcelona.